# Gunskirchen (verzamelkamp)
Gunskirchen was tijdens de Tweede Wereldoorlog een Sammellager bij de plaats Gunskirchen.

## Geschiedenis
Aan het einde van de Tweede Wereldoorlog richtten de Duitsers bij Gunskirchen een verzamelkamp op. Het kamp stond onder toezicht van het grote concentratiekamp Mauthausen en werd op 12 maart 1945 geopend en deed bijna twee maanden dienst. Op 5 mei datzelfde jaar werd het kamp bevrijd.
Alfabetisch op naam.  Indien een kamp meerdere rollen had, staat het in de "hoogste" groep.
Zie ook: Lijst van naziconcentratiekampen · Jappenkampen in Nederlands-Indië · Lijst van jappenkampen